# Trelech
Pour le village du Monmouthshire, voir Trellech.
Trelech (Tre-lech en gallois) est un village et une communauté du Carmarthenshire, au pays de Galles. Il est situé à une quinzaine de kilomètres au nord-ouest de la ville de Carmarthen, près de la frontière du Pembrokeshire.
Au recensement de 2011, la communauté de Trelech comptait 745 habitants.

## Personnalités liées
- Le prêtre congrégationaliste David Rees (en) est né à Trelech en 1801.
- L'écrivain Perceval Gibbon (en) est né à Trelech en 1879.
- Le chirurgien David Nott (en) (né en 1956) a passé une partie de son enfance à Trelech.